# St. Peter und Paul (Oberigling)

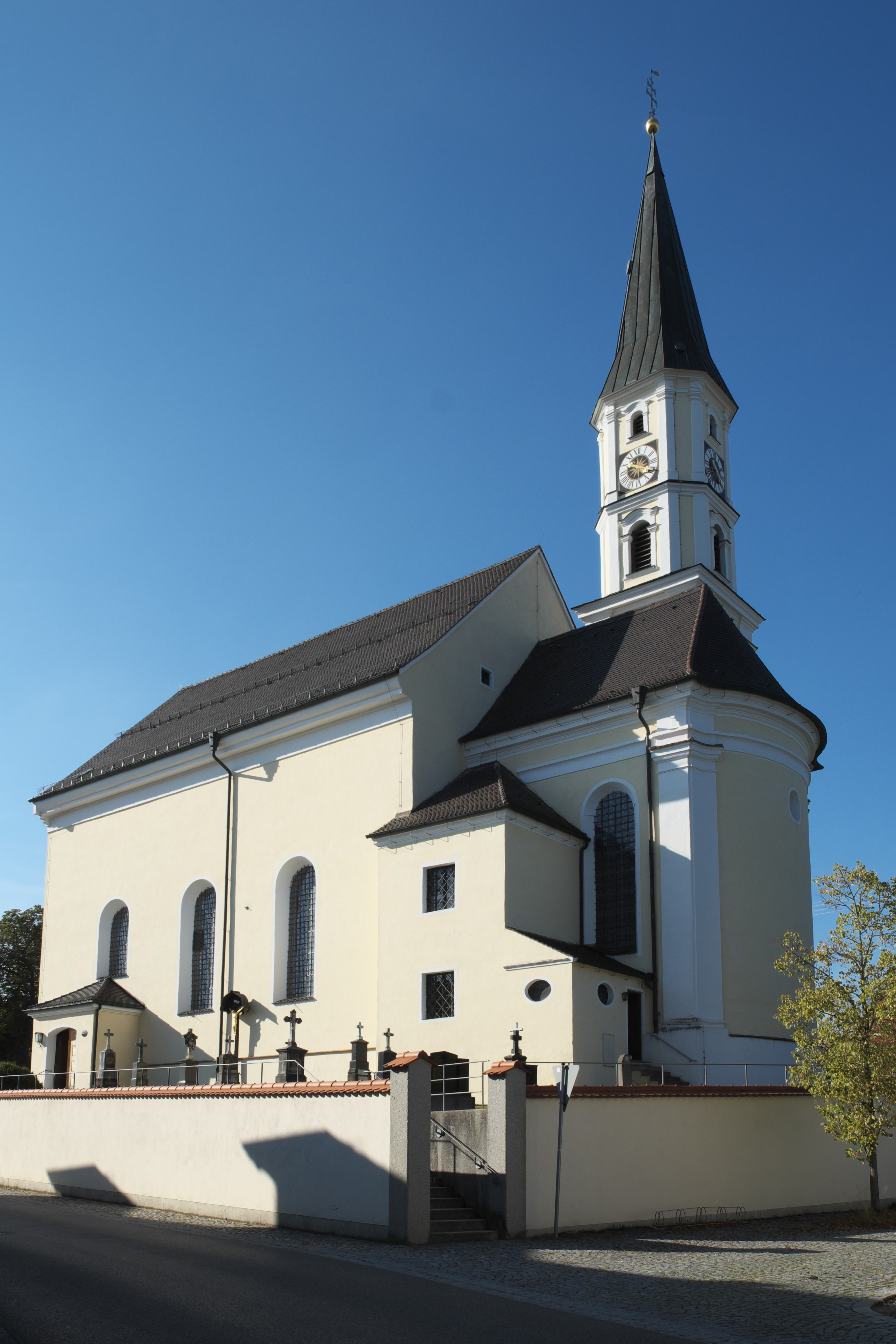
Pfarrkirche St. Peter und Paul

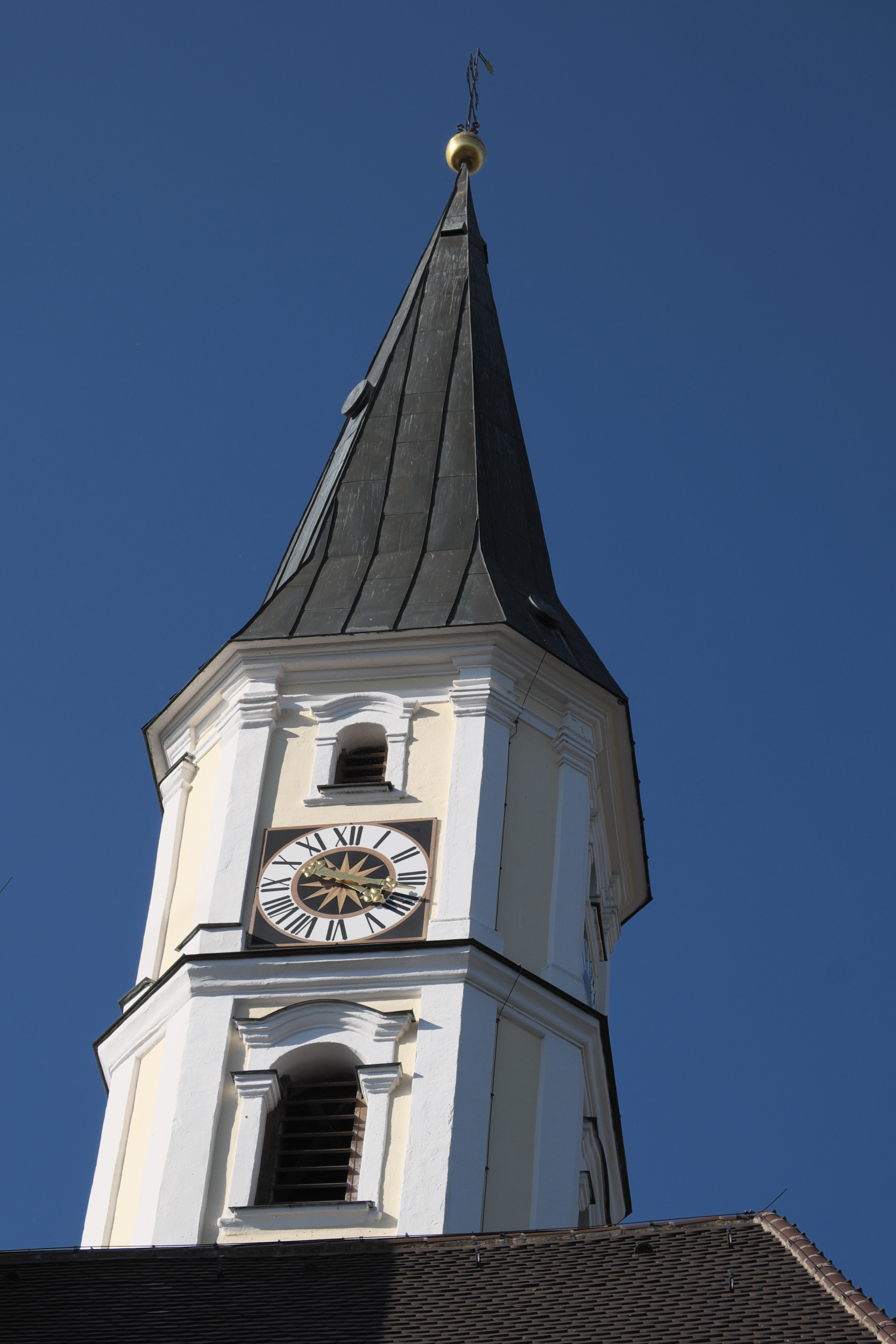
Glockenturm

Die katholische Pfarrkirche St. Peter und Paul in Oberigling, einem Ortsteil der Gemeinde Igling im oberbayerischen Landkreis Landsberg am Lech, wurde zu Beginn des 18. Jahrhunderts im Stil des Barock errichtet und später mehrmals erneuert. Die Kirche gehört zur Pfarreiengemeinschaft Igling im Bistum Augsburg. Das Gebäude steht auf der Liste der geschützten Baudenkmäler in Bayern.

## Geschichte
Über die Gründung der Pfarrei Oberigling ist nichts bekannt. Von der oder den Vorgängerkirchen haben sich keine Spuren erhalten. Im Jahr 1404 bestätigte Papst Innozenz VII. dem Augustiner-Chorherrenstift Rottenbuch die schon länger bestehende Inkorporation der Pfarrkirche. Ab 1420 wirkten Augustiner-Chorherren aus Rottenbuch im Ort als Pfarrvikare. Im Jahr 1709 tauschte der Stiftspropst von Rottenbuch die Pfarrei Oberigling gegen die Pfarrei Osterzell im schwäbischen Landkreis Ostallgäu mit dem Hochstift Augsburg. Ab diesem Zeitpunkt wurde die Seelsorge von Weltgeistlichen übernommen.
Bereits 1701 wurde die Erzbruderschaft Maria Trost, auch Schwarze Gürtelbruderschaft genannt, gegründet, die maßgeblich sämtliche Bau- und Umbaumaßnahmen der Kirche förderte. Im Jahr 1714 wurde ein neues Langhaus errichtet, wohl wegen Baufälligkeit, aber auch um die wachsende Zahl der Bruderschaftsmitglieder aufnehmen zu können. In den Jahren 1724 bis 1726 wurden unter der Leitung des Baumeisters und Stuckateurs Michael Stiller aus Ettringen der Turm und der Chor errichtet. Im Jahr 1755 erfolgte die Weihe der Kirche durch den Augsburger Weihbischof Franz Xaver Adelmann von Adelmannsfelden.
1759 ließ die Erzbruderschaft das Langhaus im Stil des Rokoko umgestalten und ein neues Gewölbe einziehen. Da dieses Gewölbe einzustürzen drohte, wurde 1829 durch den aus Schongau stammenden Baumeister Michael Klein ein neues Langhaus errichtet. Die Zwiebelhaube des Turms wurde durch einen sehr hohen Spitzhelm ersetzt, der allerdings bei einem Sturm 1870 einstürzte. 1871 wurde die Turmspitze um zwei Drittel kürzer wieder aufgebaut.

## Architektur

### Außenbau
Unter dem Dachansatz von Chor und Langhaus verläuft ein profiliertes Traufgesims, am Chor darunter ein Gurtgesims. An der Nord- und Südseite des Langhauses ist jeweils ein Vorzeichen angebaut. Die Westfassade wird von vier barocken Vierpassfenstern durchbrochen. An der Südseite des stark eingezogenen Chors, der auch eine niedrigere Firstlinie aufweist, ist eine zweistöckige, mit  einem Walmdach gedeckte Sakristei angefügt, an die sich ein kleiner, einstöckiger Anbau mit Ovalfenstern und Pultdach anschließt. Im nördlichen Chorwinkel steht der Glockenturm, dessen hoher rechteckiger Unterbau von einem zweistöckigen, oktogonalen Aufbau bekrönt wird. Im Glockengeschoss sind Blendfelder mit rundbogigen, von Segmentgiebeln gerahmte Öffnungen eingeschnitten. Chor und Turm werden durch Gesimse und Pilaster gegliedert. An der nördlichen Langhauswand befindet sich der durch Ecklisenen und Gesimse gegliederte und mit einem steilen Walmdach gedeckte Außenaufgang zur Kanzel. 

### Innenraum

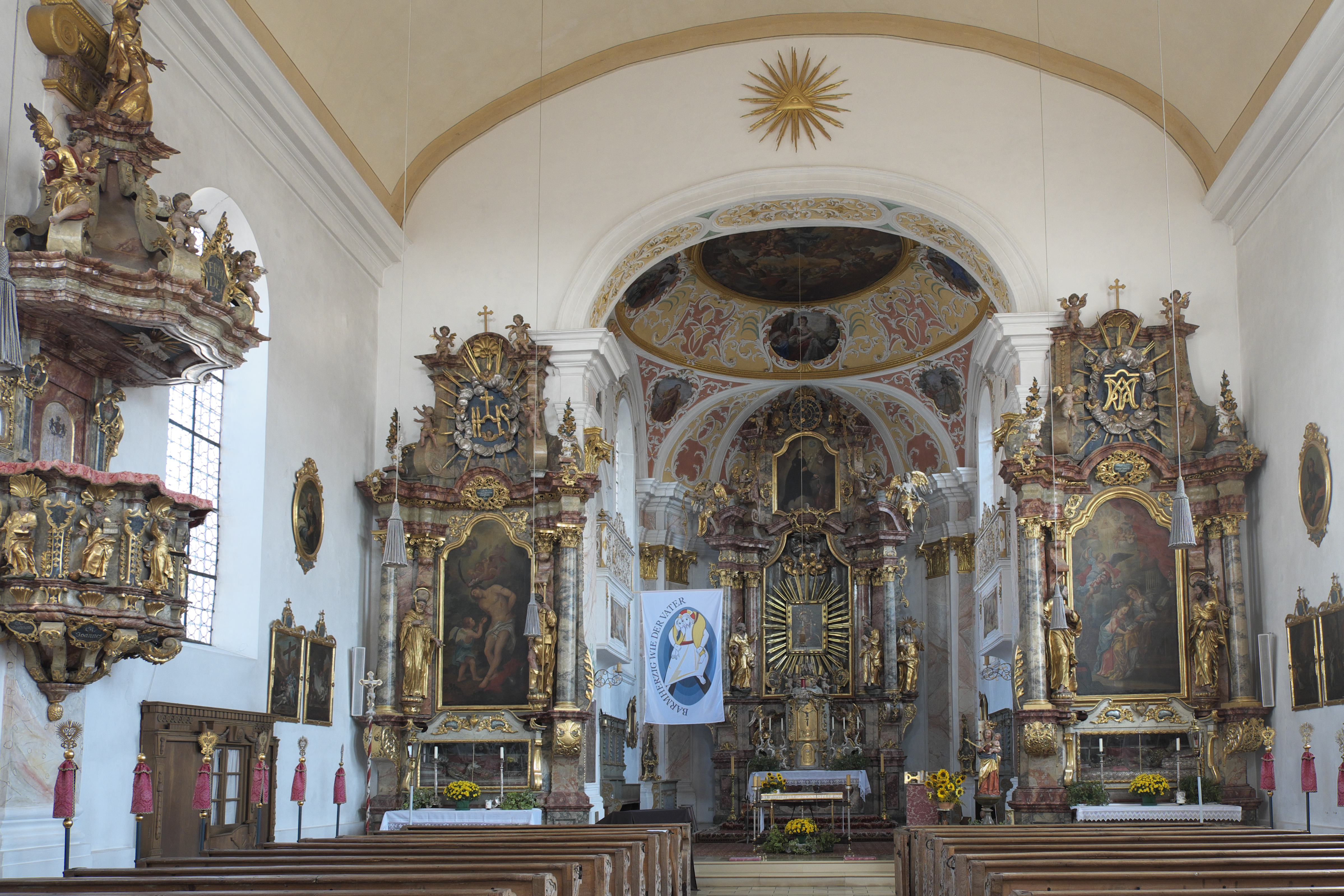
Innenraum, Blick zum Chor

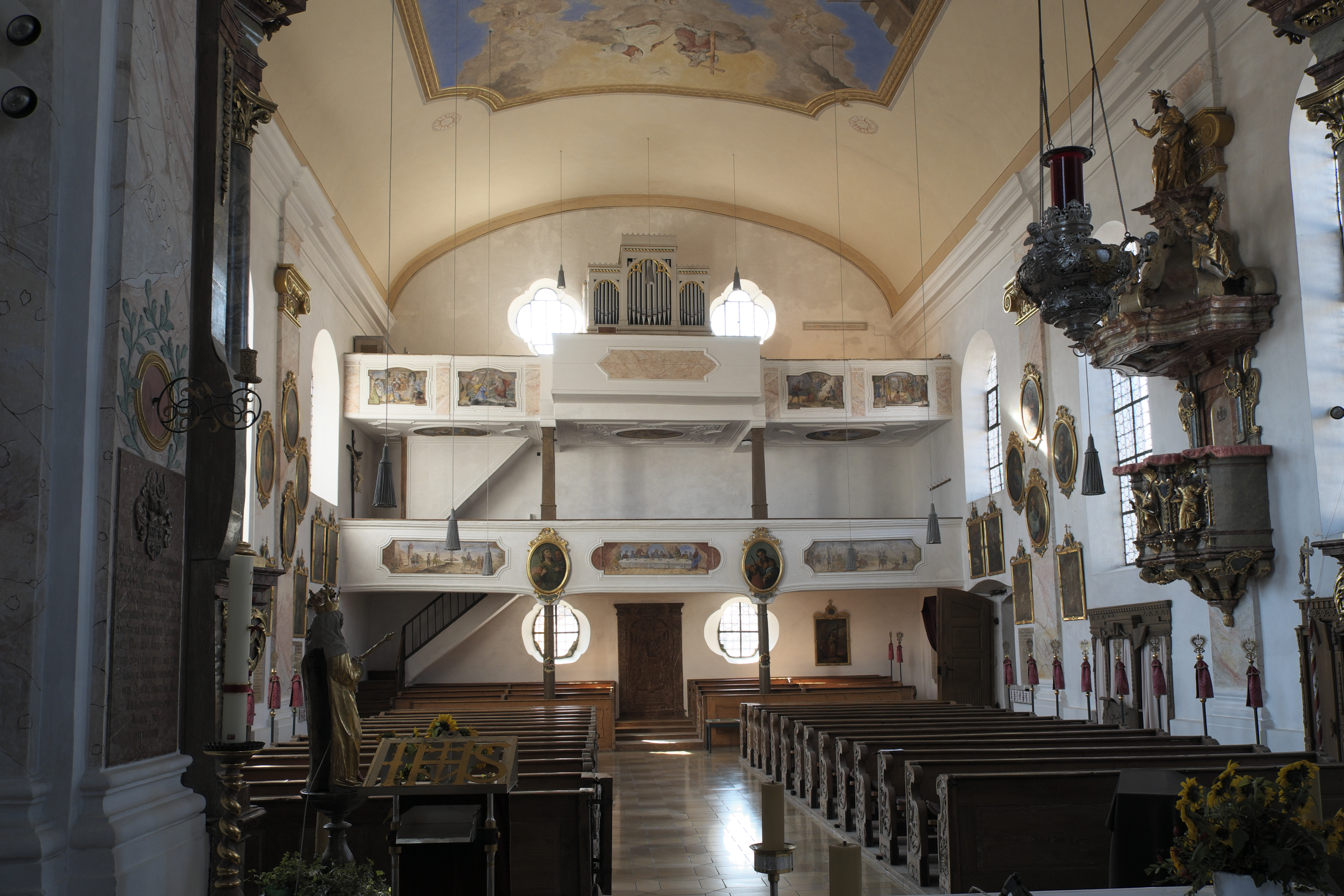
Innenraum, Blick zur Empore

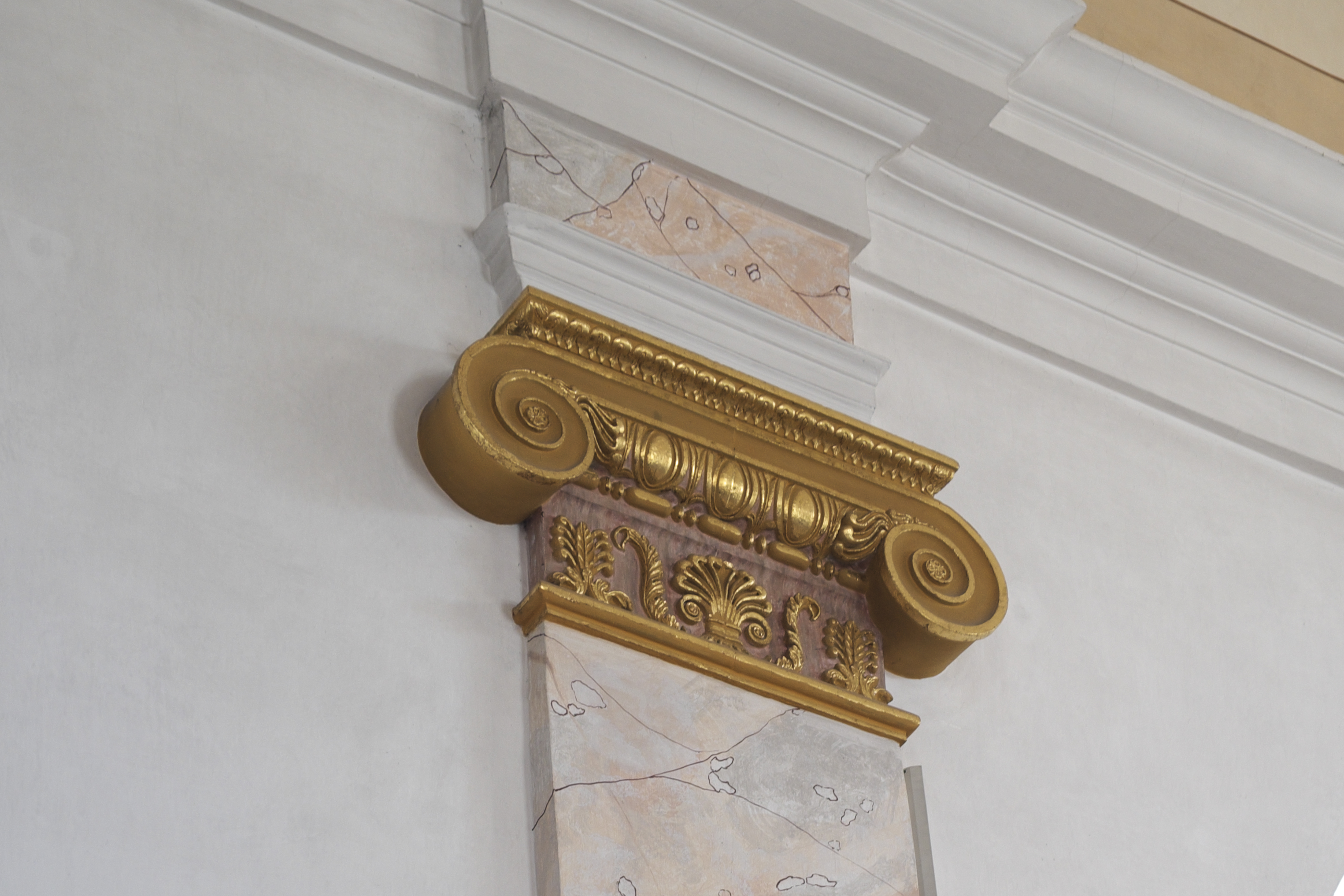
Pilaster mit ionischem Kapitell

Das durch flache, marmorierte Pilaster in drei Achsen gegliederte Langhaus wird von einer abgeflachten Tonne gedeckt, die auf einem durchlaufenden Gebälk aufliegt. Die Pilaster sind mit vergoldeten ionischen Kapitellen verziert. Der als Zentralraum angelegte, über einem quadratischen Grundriss errichtete Chor ist in zwei Achsen gegliedert und wird von einer flachen Pendentifkuppel überwölbt. Sie wird wie die Halbkuppel der Apsis von Pilastern mit korinthischen Kapitellen getragen. Den westlichen Abschluss des Langhauses bildet eine von vier Säulen getragene Doppelempore, die noch aus dem Barockbau von 1714 stammt. Die Malereien an den Brüstungen mit Szenen aus dem Leben der Apostel Petrus und Paulus, der Kirchenpatrone, wurden in der Mitte des 19. Jahrhunderts von dem in Dießen am Ammersee tätigen Maler Karl Vorhölzer ausgeführt.

## Stuck und Deckenmalereien

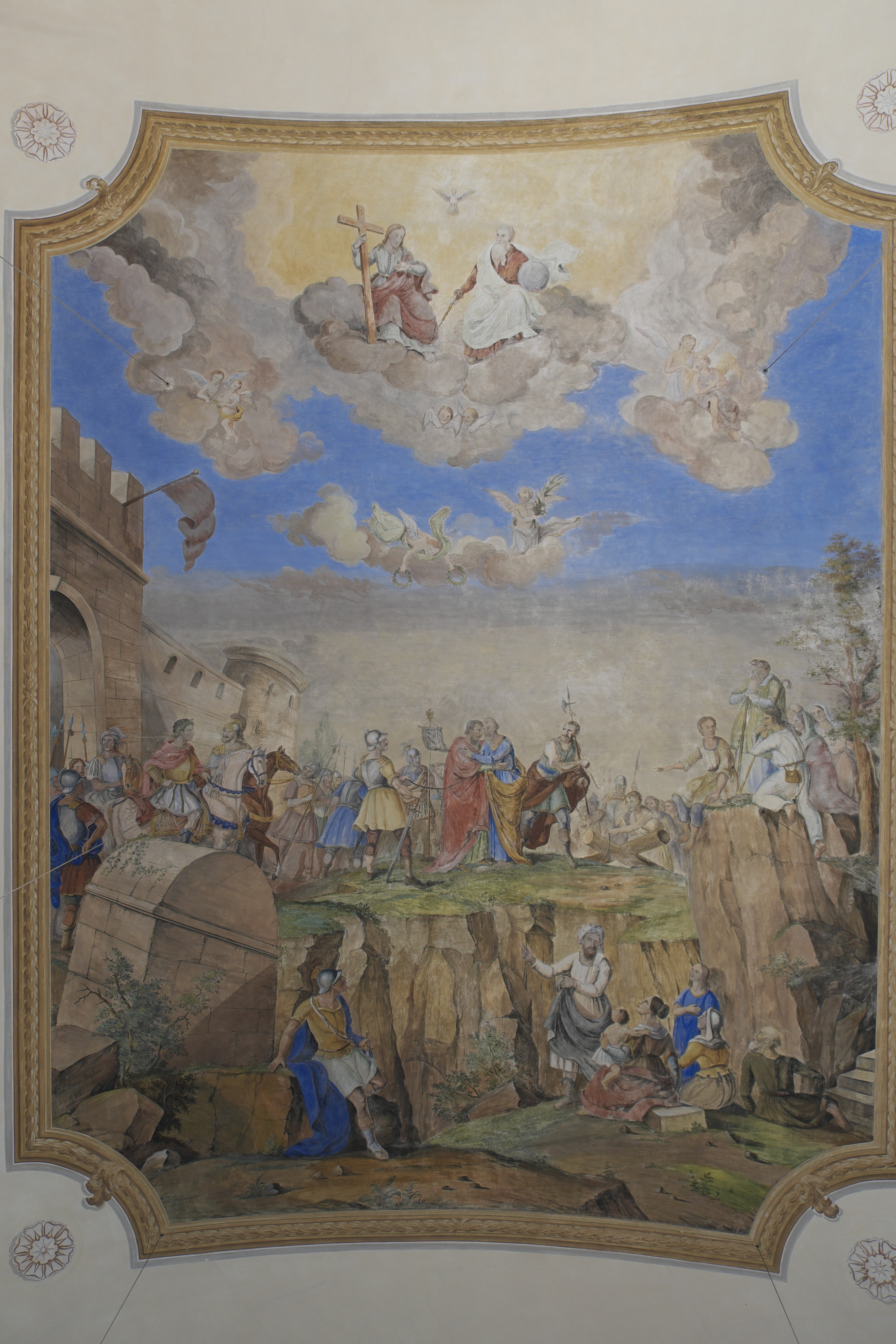
Deckengemälde im Langhaus

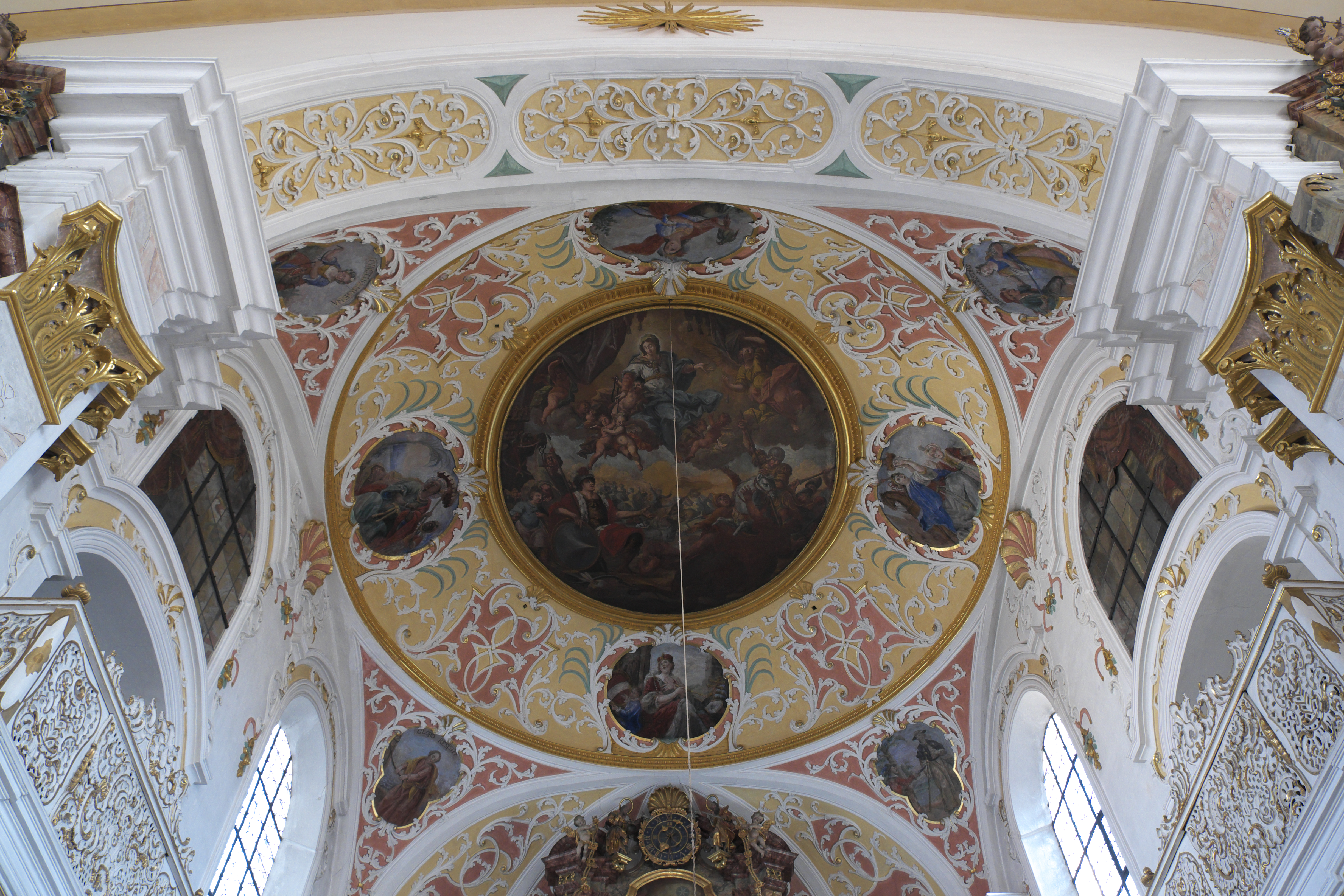
Chorkuppel

Das Deckengemälde im Langhaus mit der Darstellung der Apostel Petrus und Paulus wurde 1853 ebenfalls von Karl Vorhölzer geschaffen. 
Das auf Leinwand gemalte Kuppelbild im Chor ist eine Arbeit des Türkheimer Malers Johann Andreas Bergmüller aus dem Jahr 1735. Es stellt vermutlich die Schlacht bei Gran im Jahr 1685 dar und darüber schwebend Maria, als Beschützerin der Christen im Kampf gegen die Türken. Sie hält den schwarzen Gürtel in der Hand, das Symbol der Bruderschaft Maria vom Trost. Die acht kleineren Szenen in den umgebenden Stuckkartuschen sind al fresco ausgeführt. Sie wurden wahrscheinlich 1759 von Anton Joseph Walch aus Kaufbeuren geschaffen. Auf den vier Bildern im inneren Kreis sind die vier Erdteile dargestellt, die äußeren Bilder sind emblematische Darstellungen, die den Schutz des Bruderschaftsgürtels bei Gefahr veranschaulichen.
Der spätbarocke, farbig abgesetzte Stuck im Chor mit Rocaillen, Akanthusranken, Bandel- und Gitterwerk stammt von Michael Stiller.

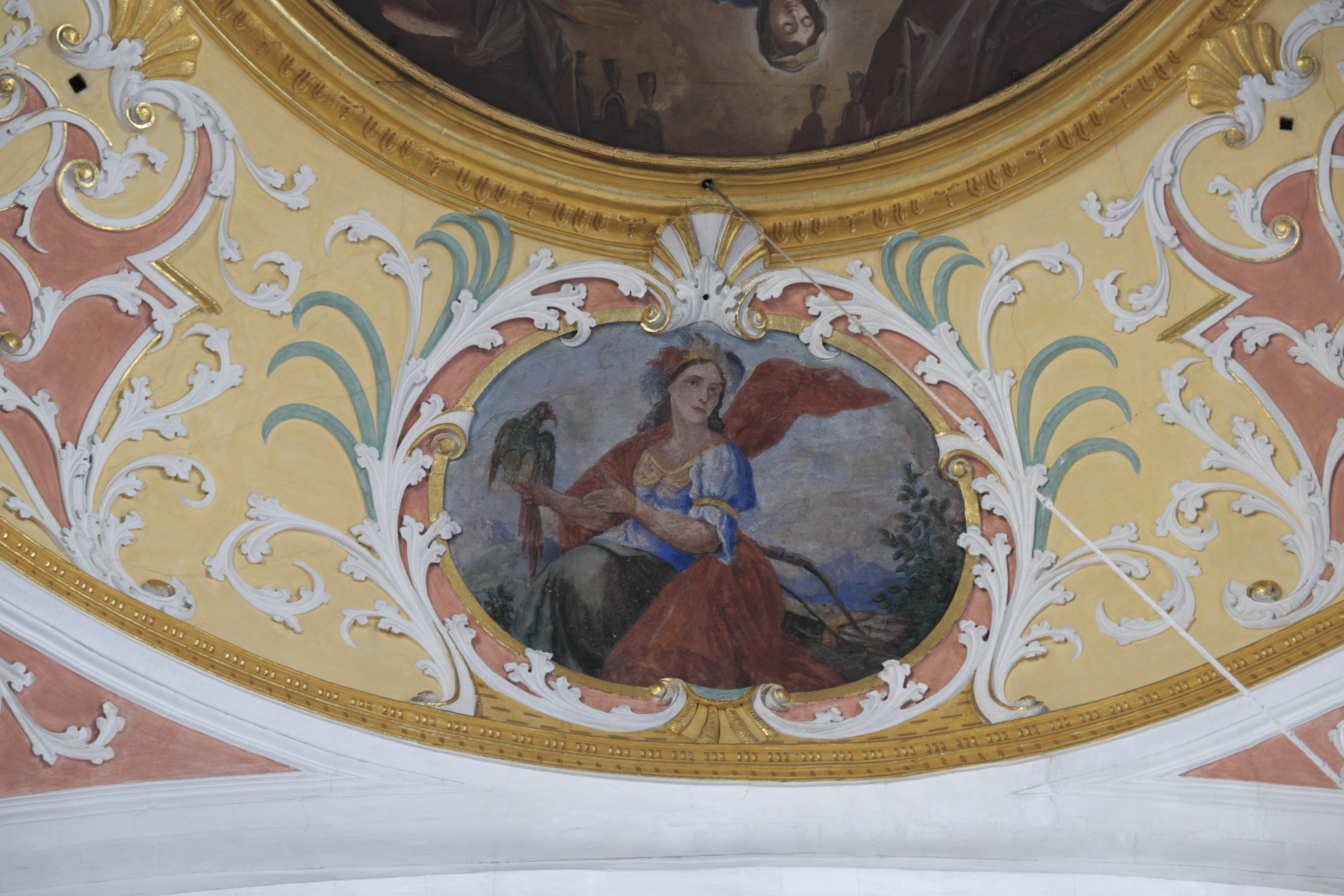
Personifikation Amerikas
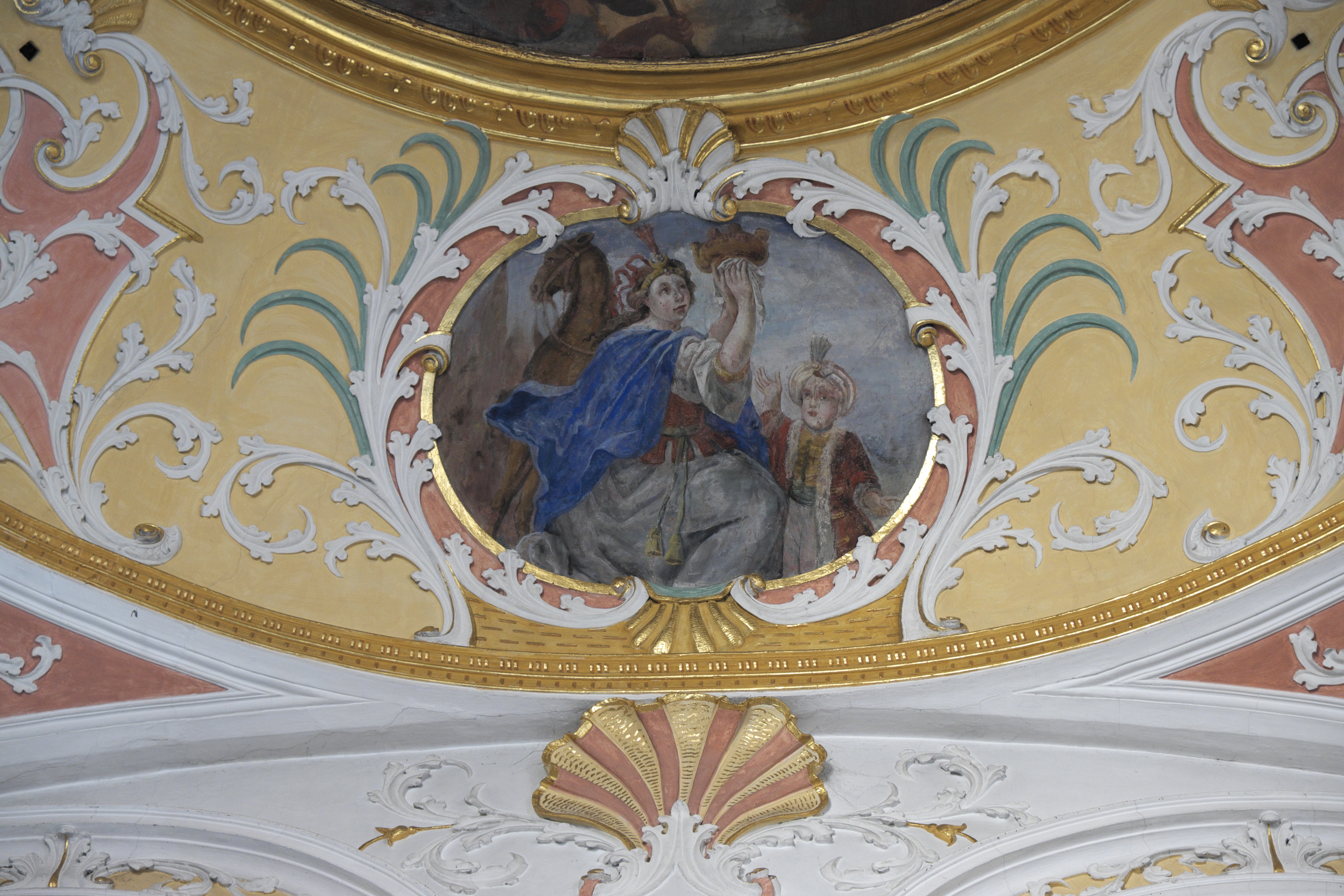
Personifikation Asiens

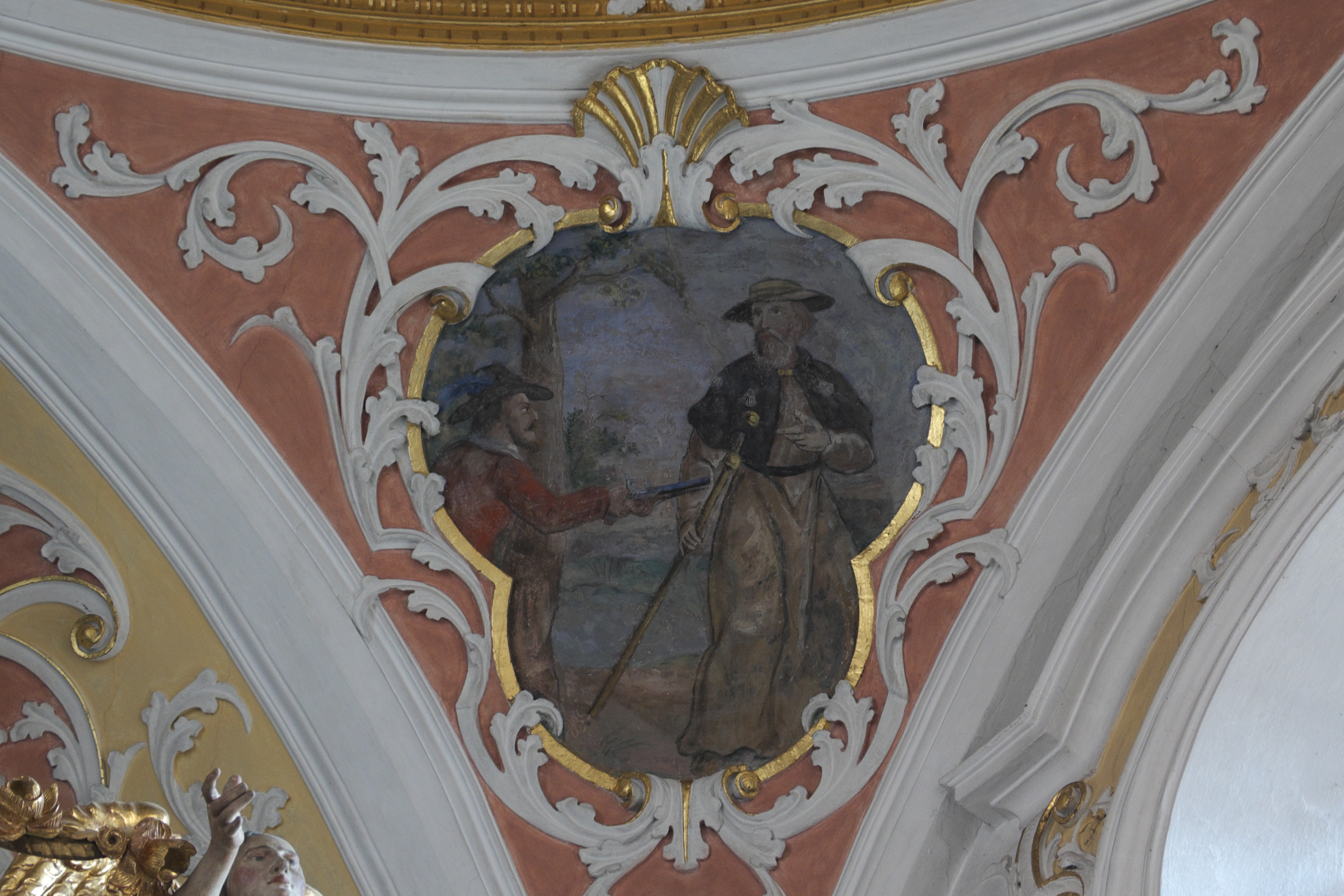
Emblematisches Kartuschenbild
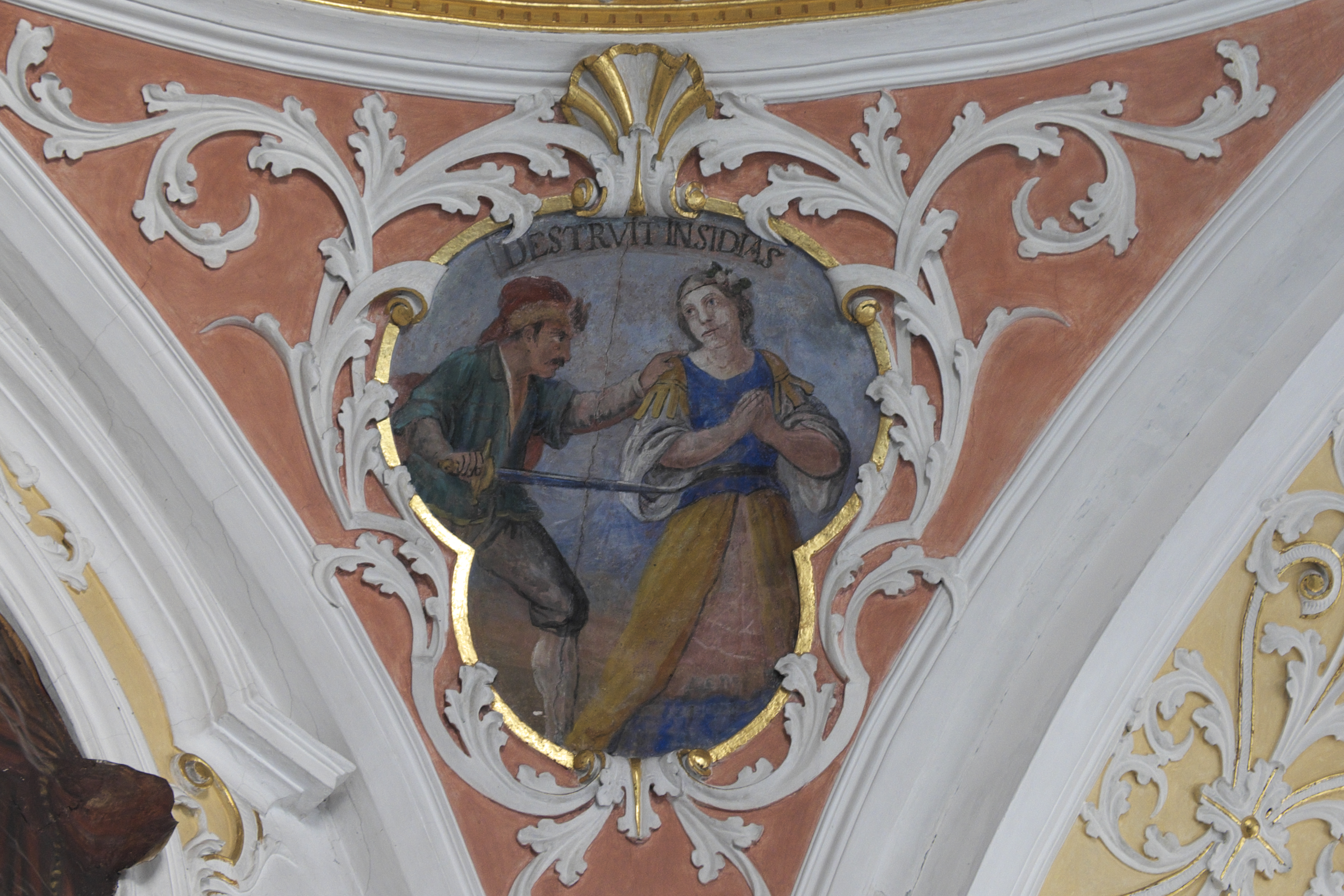
Emblematisches Kartuschenbild
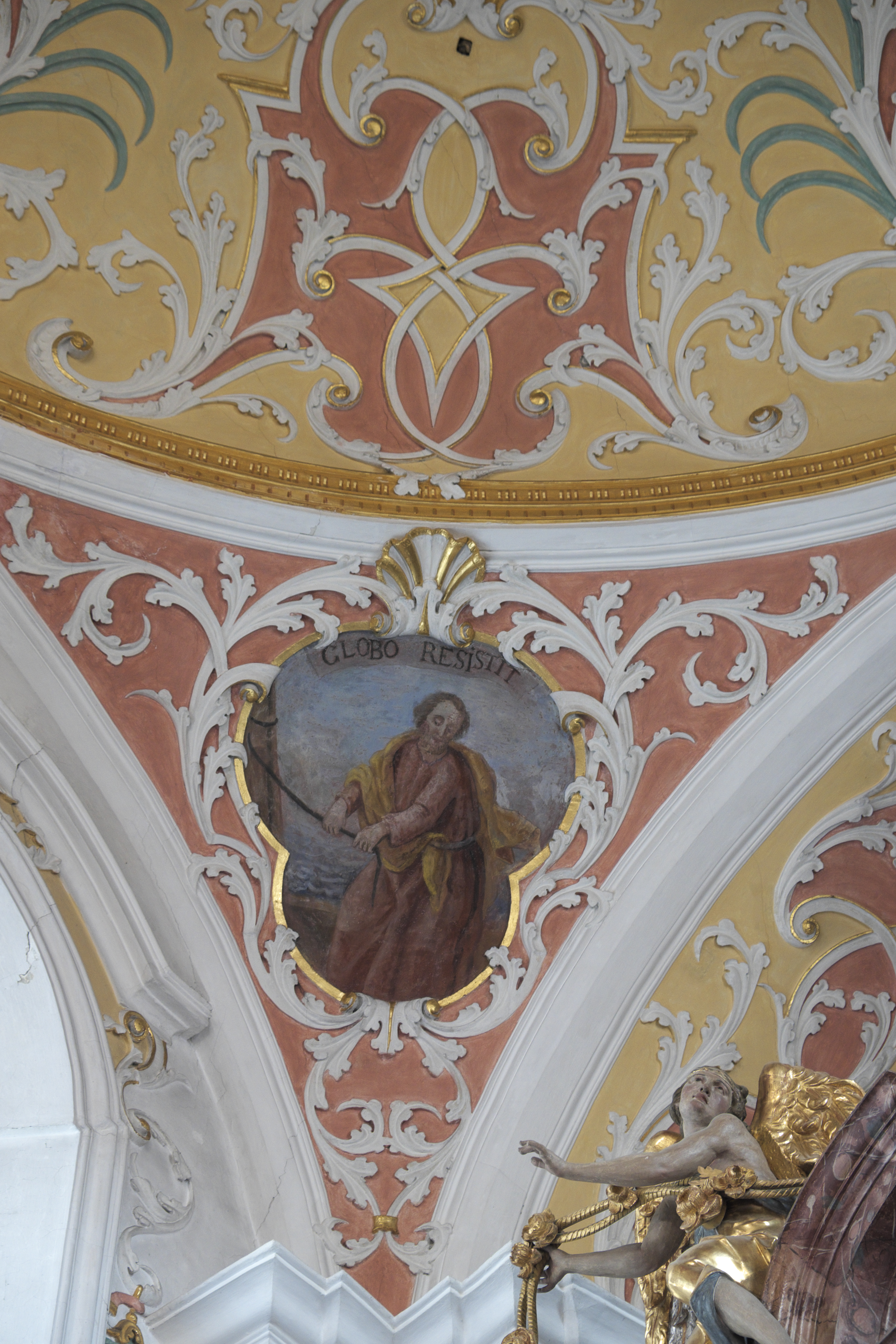
Emblematisches Kartuschenbild

## Ausstattung

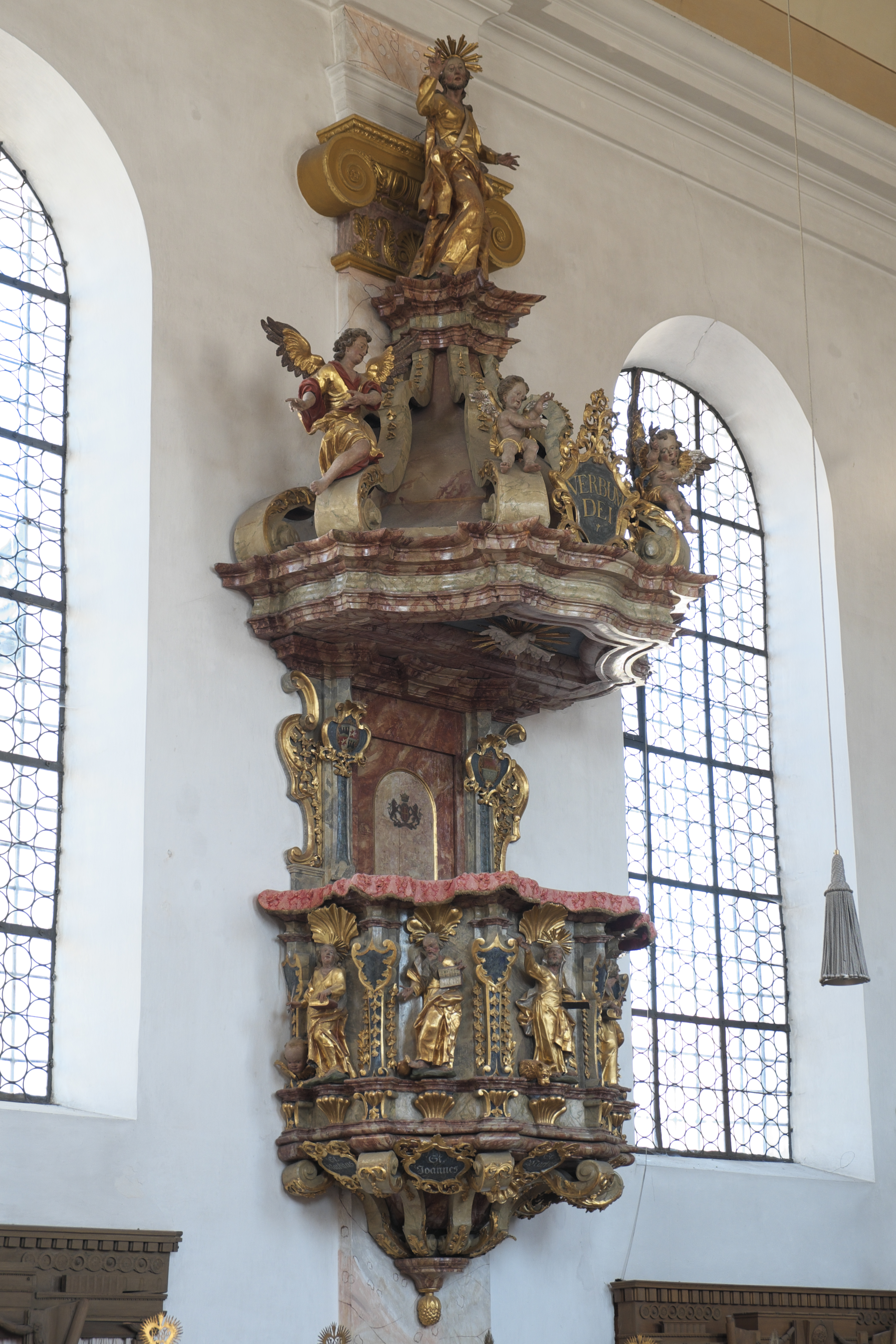
Kanzel

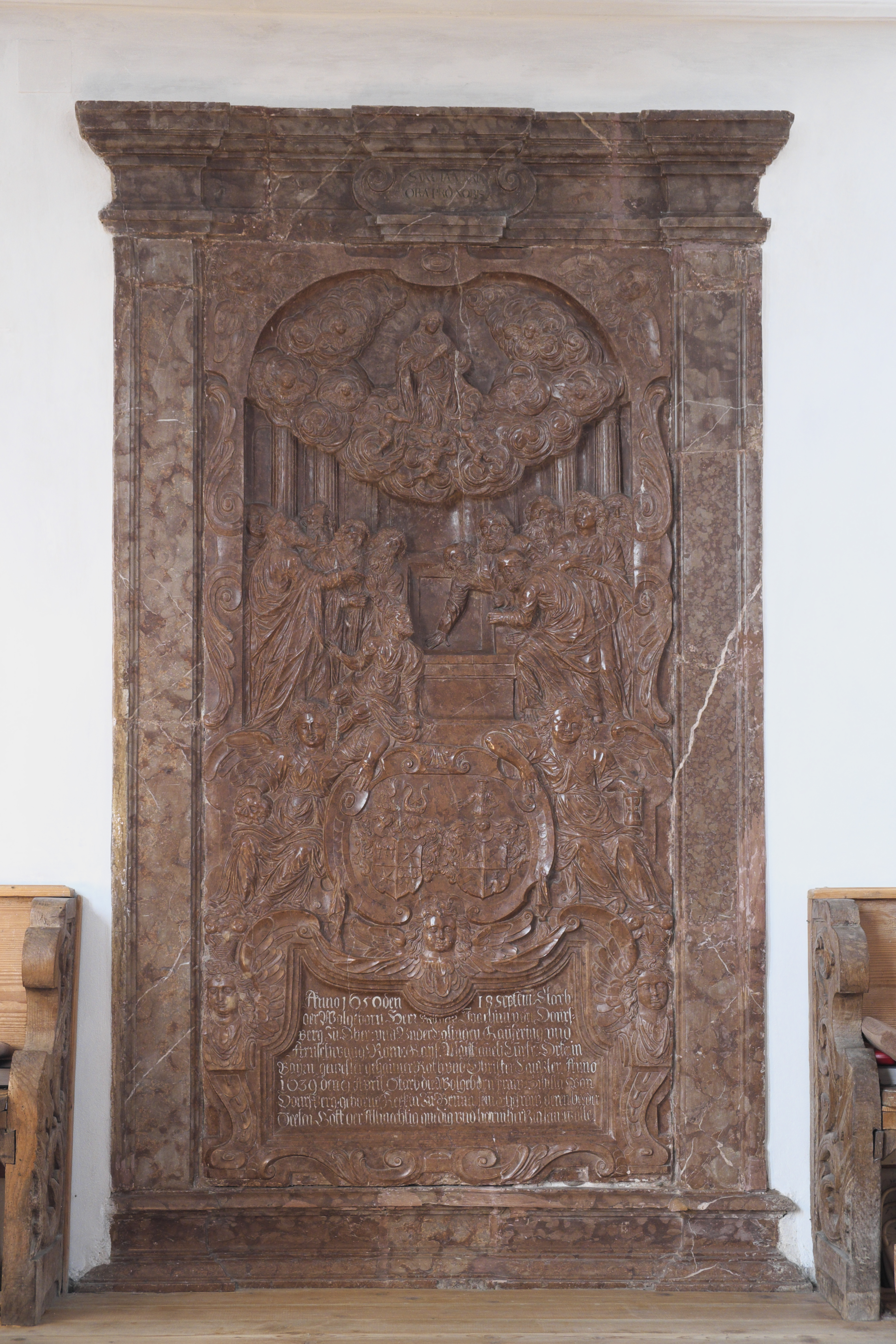
Epitaph für Joachim von Donnersberg und seine Gemahlin

- Der sechssäulige Hochaltar aus Stuckmarmor wurde 1726 von Anton Christoph von Donnersberg gestiftet. Der Altar bildet den Rahmen für das Gnadenbild Maria vom Trost, das 1774 seinen vergoldeten Strahlenkranzrahmen erhielt. Die in Gold gefassten Schnitzfiguren stellen die beiden Patrone Petrus und Paulus, den Kirchenvater Augustinus und seine Mutter, die heilige Monika dar.
- An den viersäuligen Seitenaltären von 1725/30 stehen in Gold gefasste Holzskulpturen von Johann Luidl, am linken Altar der heilige Rochus und der heilige Nikolaus von Tolentino, am rechten Altar der heilige Josef und der Evangelist Matthäus. Beide Altäre sind mit der Signatur versehen: „L.P. Herdekn pinxit Freysing 1728“ (Lorenz Peter Herdegen malte es Freising 1728).
- Die beiden Oratorien im Chor besitzen Aufsätze mit vergoldeten Rocaille-Schnitzereien von 1759. Die Malereien an den Brüstungen stammen aus der Mitte des 19. Jahrhunderts. Sie stellen Szenen aus dem Leben der Apostel Petrus und Paulus dar und wurden von Karl Vorhölzer geschaffen.
- Die Kanzel stammt aus der gleichen Zeit wie die Rokokoaltäre. Der Kanzelkorb ist mit den Figuren der Evangelisten besetzt, der Schalldeckel ist mit Engel und Engelsputten verziert und wird von einer Christusfigur bekrönt.
- Die auf Leinwand gemalten Apostelbilder in reich verzierten Goldrahmen sind Arbeiten von Johann Georg Lederer aus dem Jahr 1739.
- Das Chorgestühl stammt aus dem 18. Jahrhundert und weist Rokokoschnitzereien auf.

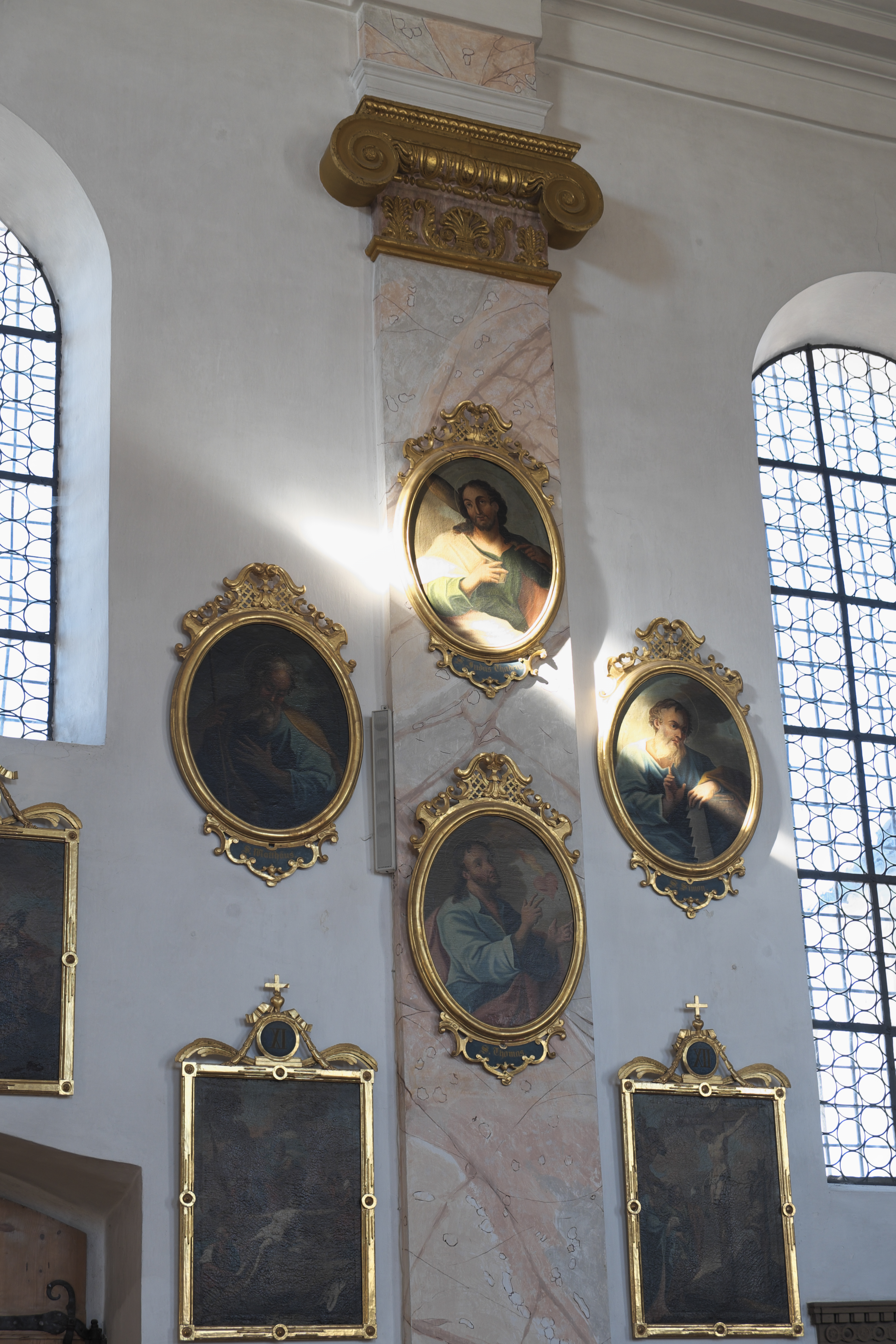
Apostelbilder
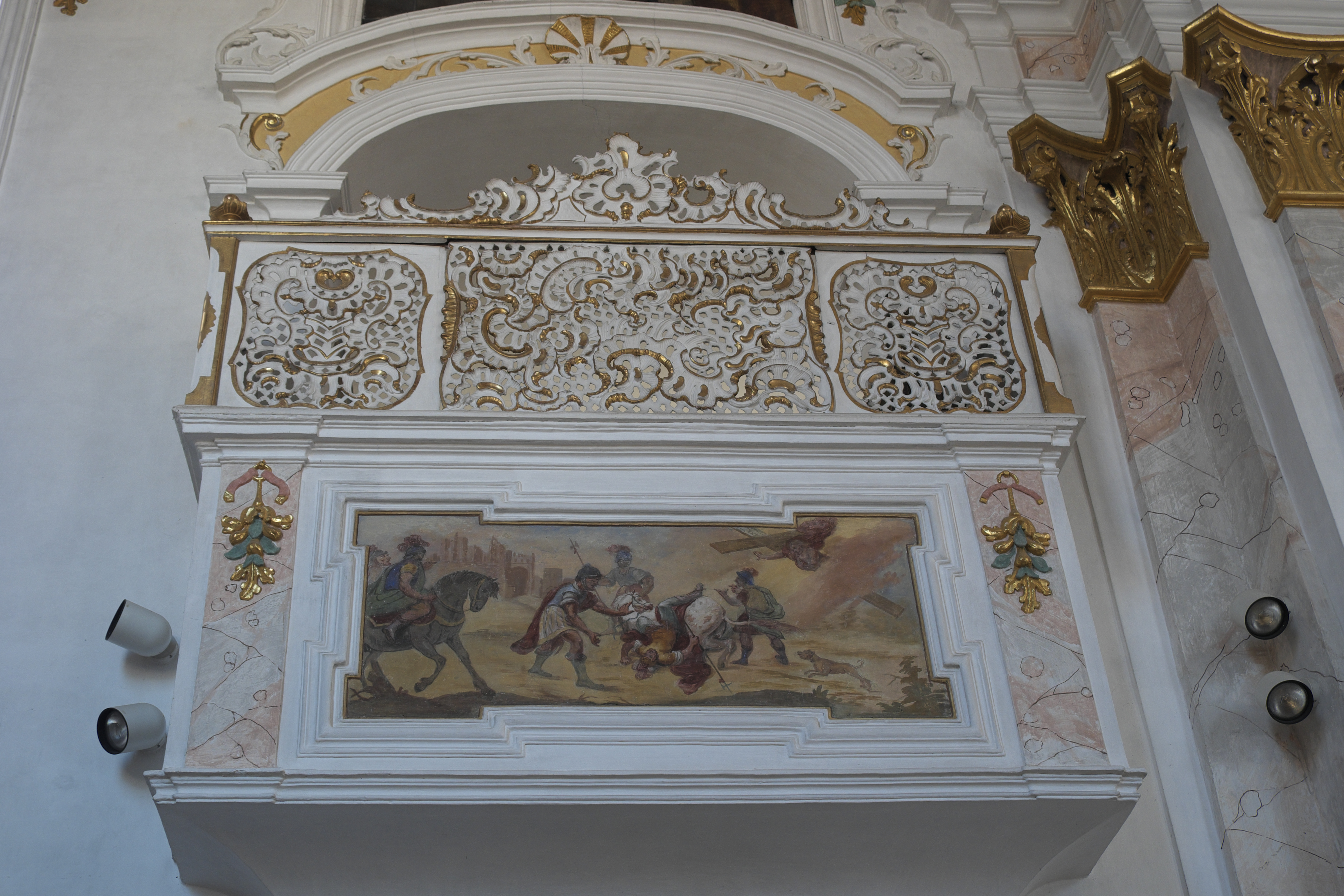
Oratorium

## Grabmäler und Epitaphien
In der Kirche sind etwa 30 Grabdenkmäler und Epitaphien aus dem 17. bis 19. Jahrhundert erhalten. Das Rotmarmorepitaph für Joachim von Donnersberg († 1650) und seine Gemahlin († 1639) Sibilla an der Westwand ist mit einem Relief der Himmelfahrt Mariens verziert. Am Chorbogen erinnern Rotmarmortafeln an die Hofmarksherren Albrecht Sigmund von Donnersberg und Johann Franz Joseph von Donnersberg, die beide im Jahr 1719 starben.